# Selva di Val Gardena
Selva di Val Gardena (Sëlva in ladino, ; Wolkenstein in Gröden in tedesco) è un comune italiano di 2 618 abitanti della provincia autonoma di Bolzano, in Trentino-Alto Adige.
È il secondo comune più popoloso della val Gardena. Rinomata località di villeggiatura estiva e invernale, fa parte del comprensorio sciistico dolomitico "Sellaronda" nel più ampio comprensorio sciistico Dolomiti Superski.

## Geografia fisica

### Territorio

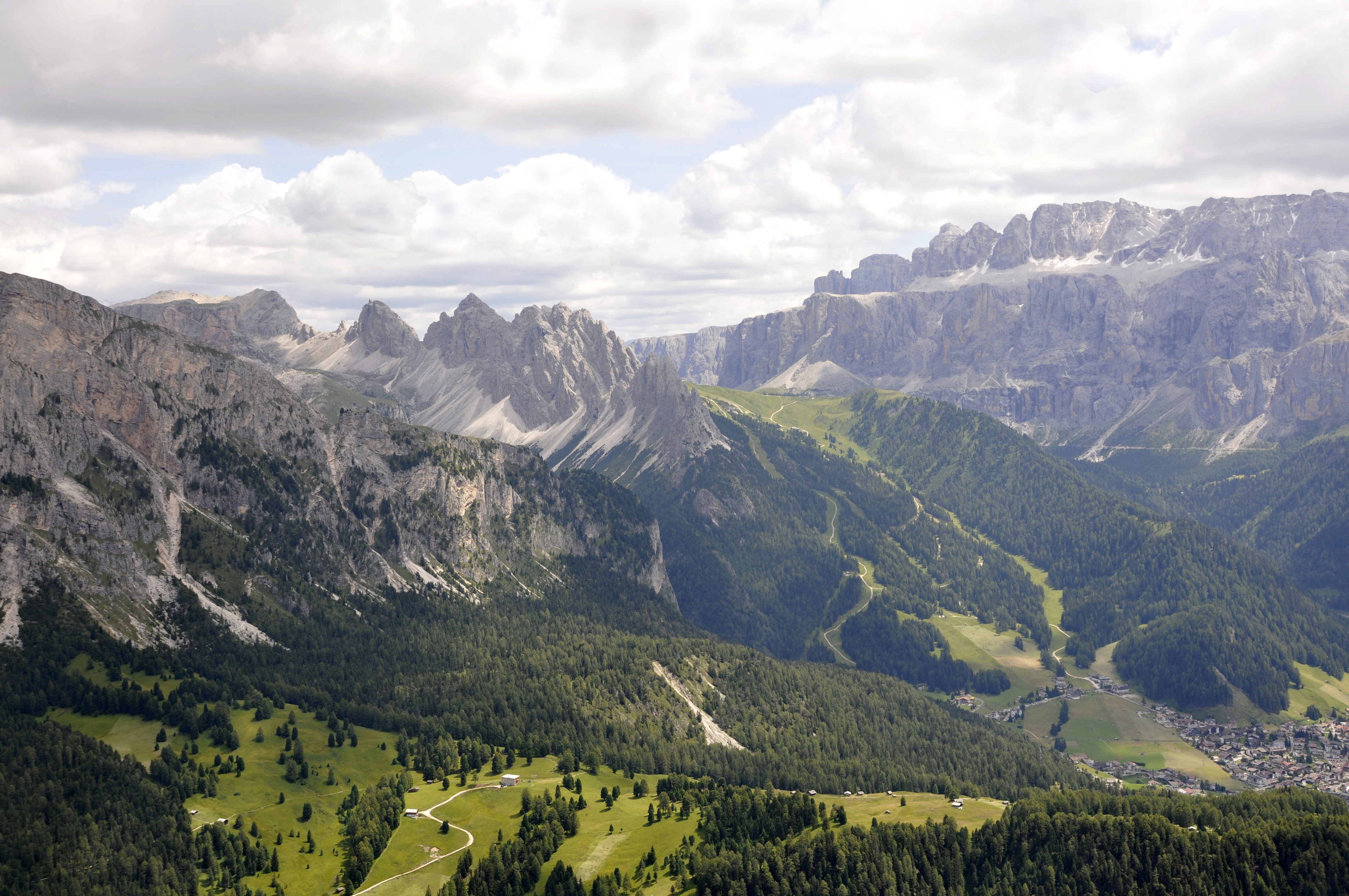
Panorama sui gruppi del Cir e del Sella, sulla vallata del Dantercepies e sul paese di Selva (a destra)

Selva confina a ovest con il comune di Santa Cristina Valgardena, ad est con Badia, Corvara in Badia e San Martino in Badia, e a sud con Campitello di Fassa e Canazei, in provincia di Trento. È dominata da alcuni tra i più importanti gruppi montuosi delle Dolomiti: lo Stevia a nord, il Cir e il Sella ad est, e il Sassolungo a sud.
Da Selva partiva la ferrata Sandro Pertini, aperta fino al 2014, che attraversando la Vallunga (Langental) conduceva direttamente al rifugio Stevìa.

### Clima
Selva di Val Gardena è caratterizzata da un clima alpino con estati brevi e abbastanza piovose ed inverni lunghi e relativamente asciutti. La seguente tabella climatica è derivata dalla stazione meteorologica di Plan (ad una altezza di 1.594 m s.l.m.) tra il 1991 ed il 2016.
| Selva Plan (1991-2016) | Mesi | Mesi | Mesi | Mesi | Mesi | Mesi  | Mesi  | Mesi  | Mesi | Mesi | Mesi | Mesi | Stagioni | Stagioni | Stagioni | Stagioni | Anno  |
| Selva Plan (1991-2016) | Gen  | Feb  | Mar  | Apr  | Mag  | Giu   | Lug   | Ago   | Set  | Ott  | Nov  | Dic  | Inv      | Pri      | Est      | Aut      | Anno  |
| ---------------------- | ---- | ---- | ---- | ---- | ---- | ----- | ----- | ----- | ---- | ---- | ---- | ---- | -------- | -------- | -------- | -------- | ----- |
| T. max. media (°C)     | 0,3  | 1,8  | 5,3  | 8,9  | 13,7 | 17,9  | 20,2  | 19,3  | 14,6 | 9,4  | 4,0  | 0,0  | 0,7      | 9,3      | 19,1     | 9,3      | 9,6   |
| T. min. media (°C)     | −7,6 | −8,1 | −4,8 | −1,3 | 2,8  | 6,3   | 8,2   | 8,1   | 4,6  | 0,9  | −3,0 | −6,5 | −7,4     | −1,1     | 7,5      | 0,8      | 0,0   |
| T. max. assoluta (°C)  | 11   | 15   | 17   | 20   | 25   | 27    | 29    | 30    | 26   | 20   | 17   | 11   | 15       | 25       | 30       | 26       | 30    |
| T. min. assoluta (°C)  | −19  | −21  | −21  | −16  | −6   | −3    | 0     | −2    | −6   | −12  | −15  | −21  | −21      | −21      | −3       | −15      | −21   |
| Precipitazioni (mm)    | 24,0 | 20,8 | 36,2 | 55,9 | 94,4 | 135,0 | 126,7 | 126,7 | 85,1 | 92,1 | 77,2 | 37,5 | 82,3     | 186,5    | 388,4    | 254,4    | 911,6 |

## Origini del nome
Il toponimo ladino è attestato come Silva, Zilve, Cylve nel 1166, mentre quello tedesco è menzionato la prima volta come Wolchenstain nel 1237 e come in Greden ze Wolchenstein nel 1288. I due nomi derivano l'uno dal latino silva ("bosco"), l'altro dal nome del castello e della famiglia von Wolkenstein.
A seguito dell'annessione all'Italia dell'Alto Adige, e fino al 1923, il paese portò solamente il nome italiano di Selva in Gardena; dal 1923 al 1955 il toponimo fu semplicemente Selva.

## Storia
- 7000 a.C.: nel Neolitico il territorio dell'odierna Selva è abitato da popolazioni di cacciatori e raccoglitori, come testimoniato dai ritrovamenti di amigdale, scarnatori e altri sassi lavorati effettuati negli anni 1978-1980 al di sotto del passo Gardena, in località Plan de Frea.
- 1200 d.C.: la zona di Selva è soggetta per la prima volta ad insediamenti stanziali.
- 1225: il nobile Heinrich von Kastelruth risulta essere proprietario di castel Wolkenstein.
- 1237: prima menzione del toponimo Wolkenstein.
- 1293: Randolf von Villanders (capostipite della famiglia von Wolkenstein) acquista castel Wolkenstein e la giurisdizione su sette masi circostanti.
- 1348: la peste si diffonde anche in val Gardena, perciò l'aumento della popolazione rallenta.
- 1377: nasce (presumibilmente alla Trostburg, Ponte Gardena o a Falzes, Val Pusteria) il famoso poeta e compositore Oswald von Wolkenstein.
- 1380: a seguito di un matrimonio, il castel Forte (Trostburg) e il Castelvecchio (Burg Hauenstein) diventano proprietà dei von Wolkenstein.
- 1445: muore Oswald von Wolkenstein.
- 1503: costruzione della cappella votiva dedicata alla Nostra Signora nel Bosco, sul sito ove sorgerà in seguito l'attuale chiesa parrocchiale; allargata nel 1517.
- verso il 1525: castel Wolkenstein viene parzialmente distrutto da massi caduti dalle pareti rocciose retrostanti e non viene più ristrutturato.
- 1622-1641: costruzione di castel Gardena (Fischburg).
- 1670: costruzione di un'edicola votiva sulla collina in località Col dala Pelda.
- 1809: Soppressione del tribunale patrimoniale di Wolkenstein, che viene unificato al tribunale di Castelrotto.
- 1822-1949: il decanato parrocchiale di Selva è unificato con quello di Castelrotto.
- 1827-1828: l'amministrazione giudiziaria per Selva, Santa Cristina e Ortisei viene avocata al tribunale di Castelrotto.
- 1853-1856: il borgomastro di Ortisei Johann Baptist Purger ordina la costruzione della prima strada carrabile tra ponte Gardena e Ortisei. I comuni di Santa Cristina e Selva partecipano ai lavori.
- 1869: prima ascensione del Sassolungo (3 181 m s.l.m.), ad opera del viennese Paul Grohmann.
- 1870: la chiesa parrocchiale, ritenuta troppo piccola, viene demolita e sostituita da un nuovo tempio neogotico, ultimato nel 1872.
- 1874: apertura del cimitero parrocchiale.
- 23 settembre 1877: solenne consacrazione della nuova chiesa parrocchiale.
- 1882: piogge torrenziali provocano il distacco di una grossa frana, che il 18 settembre distrugge due fienili e il maso "Fussel". Sei persone trovano la morte.
- 1914: viene rinnovata la chiesa parrocchiale.
- 1915-1916: costruzione della ferrovia della Val Gardena da Chiusa fino a Plan, ad opera di prigionieri di guerra russi.
- 1916: costruzione delle strade carrabili del passo Gardena e del passo Sella.
- 1914-1918: prima guerra mondiale; 33 abitanti di Selva (tra caduti e dispersi) non fanno più ritorno.
- 1939-1945: seconda guerra mondiale; 49 sono le vittime originarie di Selva (tra caduti e dispersi); 5 durante l'eccidio di Gardena durante la missione di sabotaggio Tacoma il 16 maggio del 1945.[10]
- 1949: la parrocchia di Selva diventa autonoma.
- 1960: chiude la ferrovia della Val Gardena.
- 1966: lo sciatore Carlo Senoner vince il titolo mondiale a Portillo (Cile).
- 1968: adozione dello stemma comunale definitivo.
- 1970: la val Gardena ospita i campionati mondiali di sci alpino.
- 1970-1989: la val Gardena si afferma come centro d'élite per la villeggiatura e gli sport invernali. L'appuntamento con le gare di discesa libera sulla pista Saslong, valide per la Coppa del Mondo, diventa un evento fisso. Aumentano i flussi turistici: per quanto concerne Selva di Val Gardena, le presenze annuali salgono dalle 510.000 del 1969 a 1.030.000 nel 1988. Il 40% di tali presenze sono estive.
- 1988-1989: ingrandimento della chiesa parrocchiale “Maria ad Nives”.
- 1990: apertura dello stadio del ghiaccio Pranives, con annessa palestra e poligono di tiro a segno.

### Stemma
Lo stemma è inquartato, il primo ed il quarto cantone sono trinciato ed innestato d'argento e di rosso; il secondo ed il terzo sono cuneato di azzurro ed argento su un piano nero. L'arma raffigura le insegne dei signori von Wolkenstein, ed è stata adottata dal comune nel 1968.

## Monumenti e luoghi d'interesse

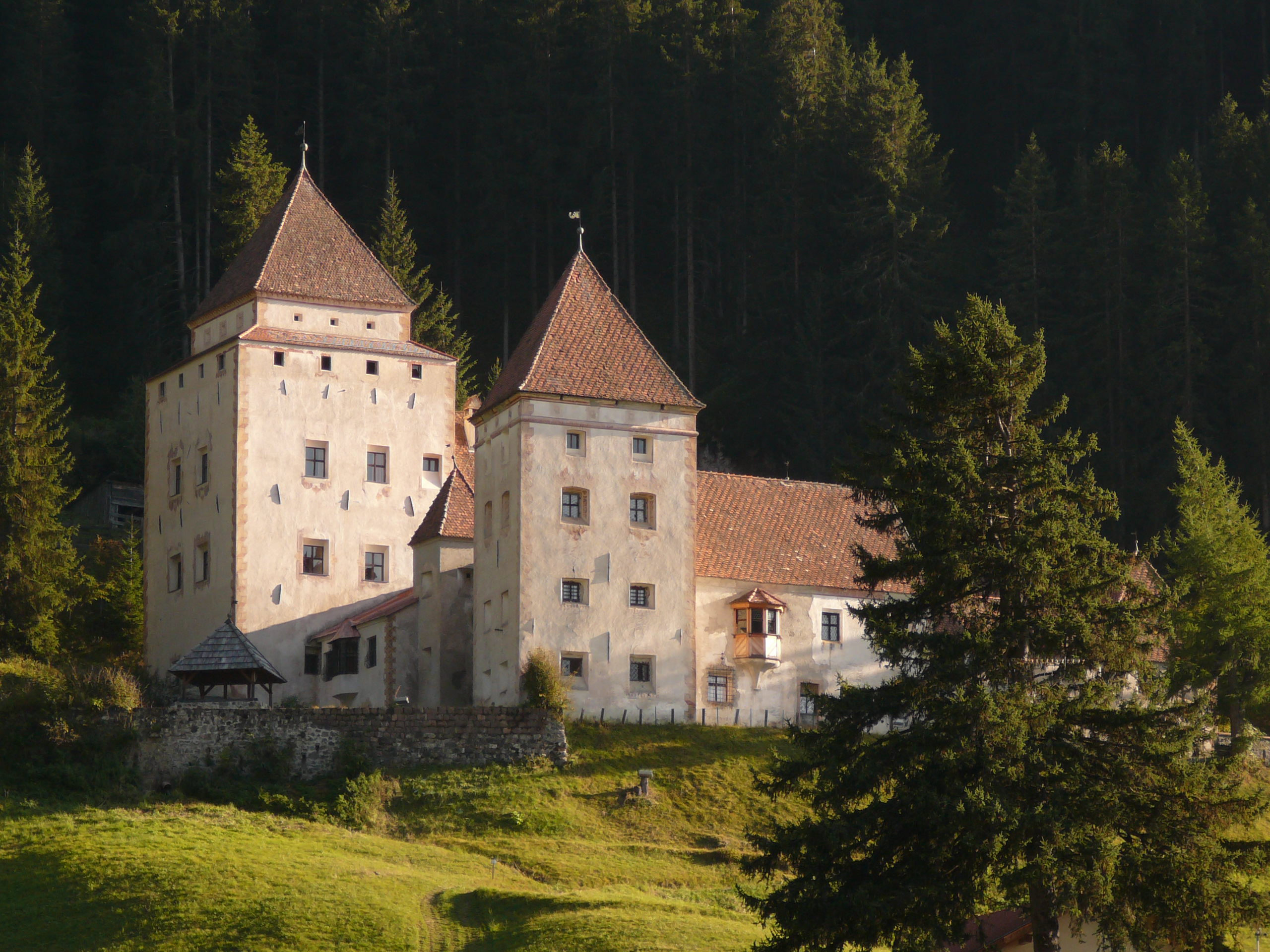
Castel Gardena (XVII secolo)

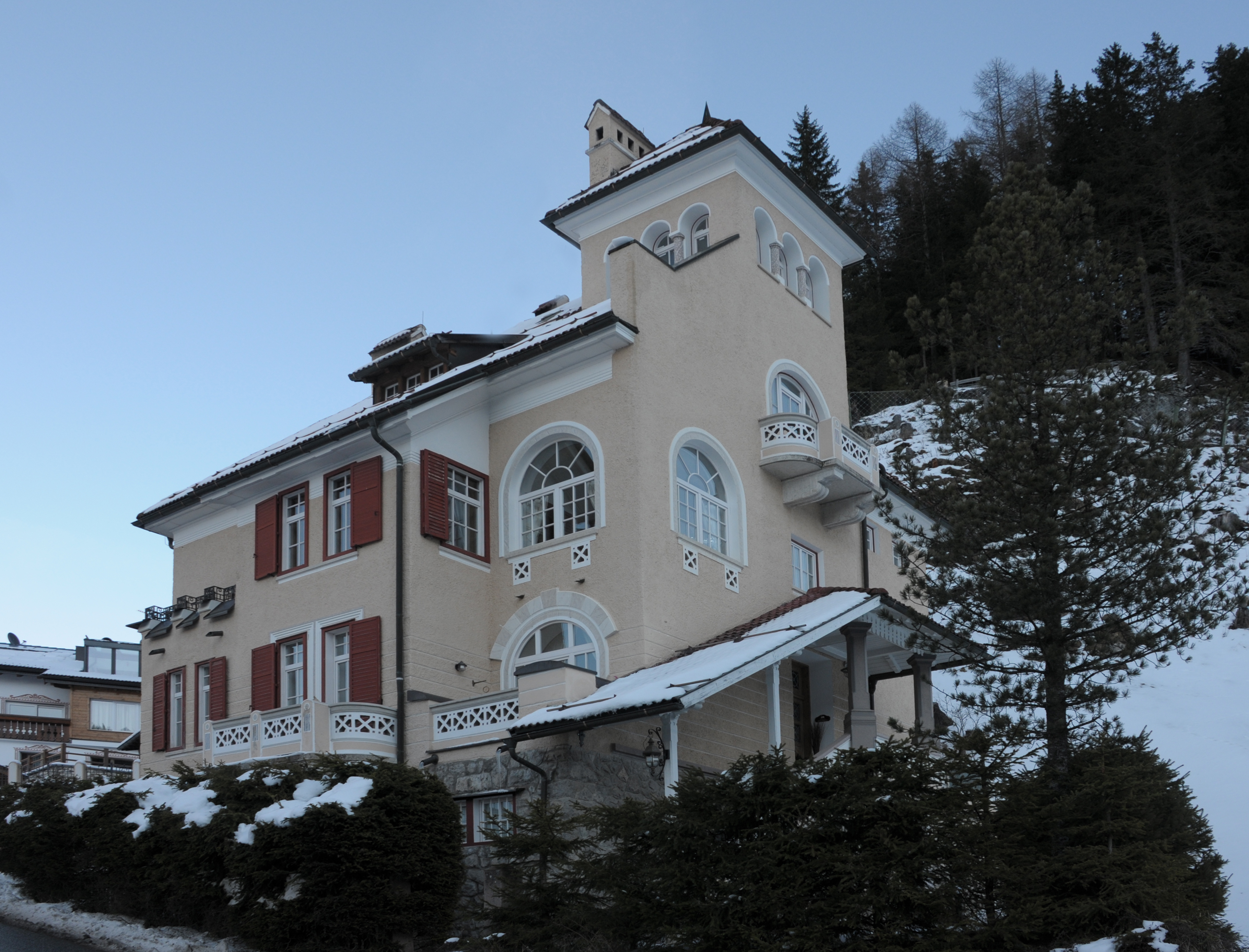
Villa Gardena (1899)

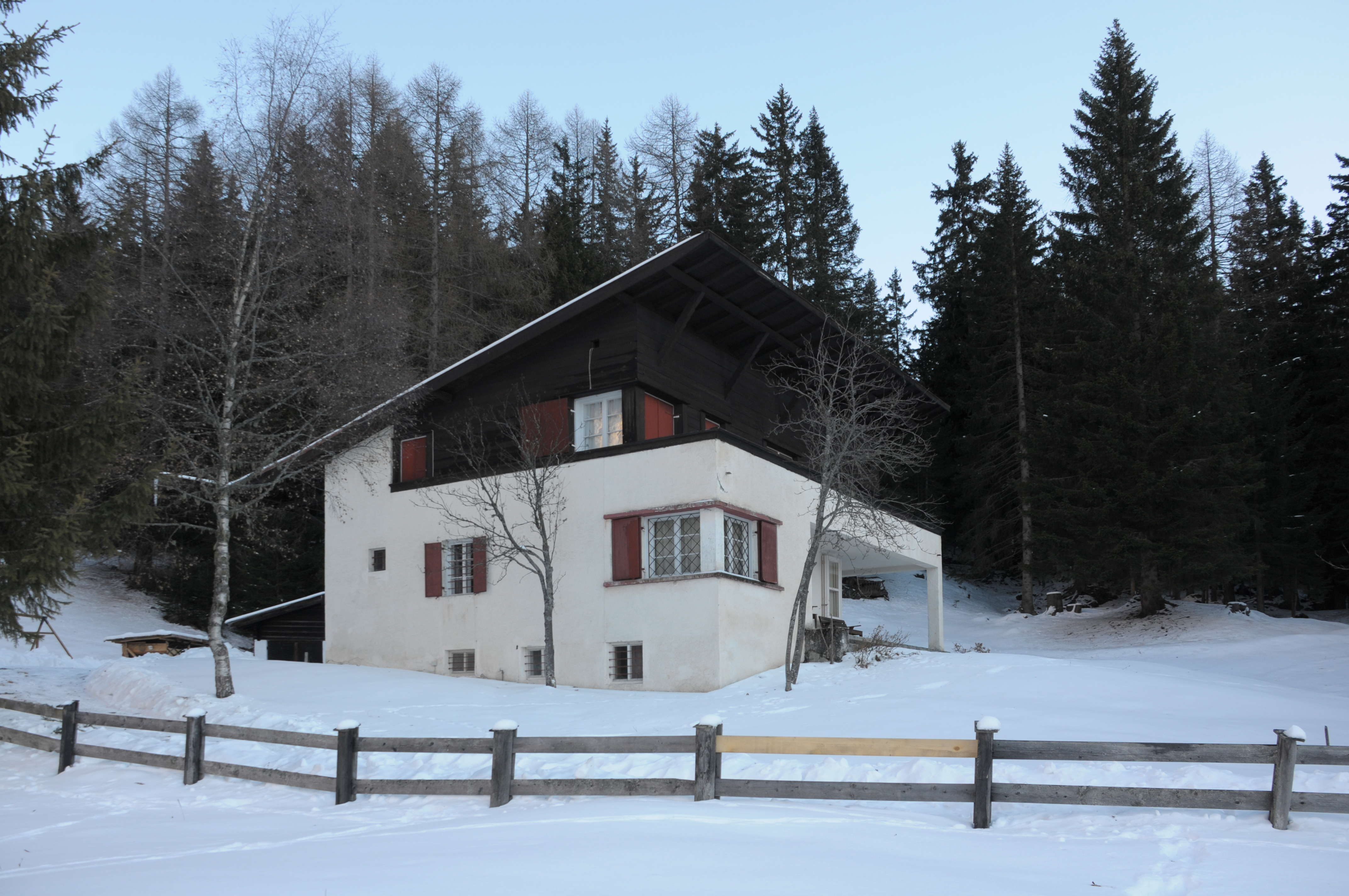
Villa Fossi (1930 circa)

Selva di Val Gardena presenta undici edifici riconosciuti come beni culturali e pertanto sottoposti a vincolo dalla provincia autonoma di Bolzano.
- Ruderi di castel Wolkenstein: edificato nel XIII secolo presso un crepaccio di roccia dolomitica all'inizio della Vallunga, il castello fu distrutto nel 1525 e mai più ricostruito. Restano parte delle mura e un cortile con colonne in porfido.[12]
- Castel Gardena: costruito nella prima metà del XVII secolo con funzioni residenziali, di pesca e di caccia, ha un impianto unitario con un ingresso turrito, due corti interne e altre cinque torri interne. L'annessa cappella dedicata a sant'Odilia è ricca di stucchi.[13]
- Chiesa di Santa Maria Assunta, parrocchiale. Il nucleo originario della chiesa è la sacrestia, risalente al 1503 e ampliata un secolo dopo. Negli anni 1869-1871 la cappella originaria fu ampliata con un presbiterio e una navata in stile neogotico, uno snello campanile a cuspide e un'abside poligonale. Nel 1987 la navata ottocentesca fu sostituita dall'attuale, a pianta poligonale.[14]
- Cappella di San Silvestro: posta lungo la Vallunga e originariamente tardobarocca, subì rilevanti modifiche verso il 1880. Una semplice porta a tutto sesto immette in una navata voltata a botte che si chiude in un'abside poligonale. Le pareti sono dipinte con scene della vita di Gesù.[15]
- Gustin in La Poza: maso del tardo XVI secolo, costituito da una casa in muratura e un fienile in legno. Si conservano una cucina per l'affumicatura e la stube con rivestimenti lignei.[16]
- Piciulëi: edificio residenziale del tardo Settecento, recante all'esterno un dipinto della Madonna del Soccorso e all'interno l'originaria stube barocca. Altre stanze dell'interno conservano il rivestimento ligneo.[17]
- Plazola: edificio residenziale a due piani: il piano terra in muratura è dotato di due portali a tutto sesto e una scala esterna, il primo piano aggettante è in legno. All'interno si conserva una cassapanca datata 1684.[18]
- Col del Pelda: edificio residenziale, conserva rivestimenti lignei barocchi e del primo Novecento (soffitto con stucchi e pareti dipinte con allegorie delle stagioni).[19]
- Ruacia: edificio residenziale dell'Ottocento, accessibile tramite una scala in muratura e una porta con cornice lapidea a tutto sesto. La stube ha rivestimento negotico.[20]
- Villa Dolomiti: casino di caccia del 1899, opera di Eduard Prinoth su disegno dell'architetto viennese Adolf Ritter von Inffeld, secondo lo stile secessione, piuttosto inconsueto in val Gardena. L'ingresso, assicurato da una scala esterna, conduce a un torrino che presenta due stanze al piano terra con soffitti dipinti. Dipinta è pure la loggia del primo piano, mentre la stube ha soffitto a cassettoni e stufa in stile liberty.[21]
- Villa Fossi: realizzata negli anni trenta del XX secolo dall'architetto Franz Sachs, è un edificio a pianta quadrata in stile neorealista. Il tetto a singola falda individua un'ampia terrazza panoramica al primo piano, sotto la quale si apre al piano terra una terrazza rientrante.[22]

## Società

### Ripartizione linguistica
La popolazione di Selva è in grande maggioranza di madrelingua ladina.
| Ripartizione linguistica | 1971   | 1981   | 1991   | 2001   | 2011   | 2024   |
| ------------------------ | ------ | ------ | ------ | ------ | ------ | ------ |
| Madrelingua italiana     | 12,13% | 6,09%  | 5,72%  | 6,18%  | 5,11%  | 8,20%  |
| Madrelingua tedesca      | 9,41%  | 6,09%  | 5,98%  | 5,97%  | 5,15%  | 4,63%  |
| Madrelingua ladina       | 78,46% | 87,83% | 88,31% | 87,84% | 89,74% | 87,18% |

### Evoluzione demografica
Abitanti censiti

## Cultura
Nel 1908, in età austro-ungarica, fu fondata la Kunstschule per l'insegnamento professionale dell'arte dell'intaglio e della scultura in legno; la scuola ha poi assunto il nome di "Scola d'ert - Kunstschule - Scuola d'arte".

## Economia

### Energia solare termica
Il comune vanta la più elevata diffusione di pannelli solari termici in Italia: nel territorio comunale sono infatti installati 2000 m² di pannelli, con una media di quasi 800 m² ogni mille abitanti.

## Infrastrutture e trasporti

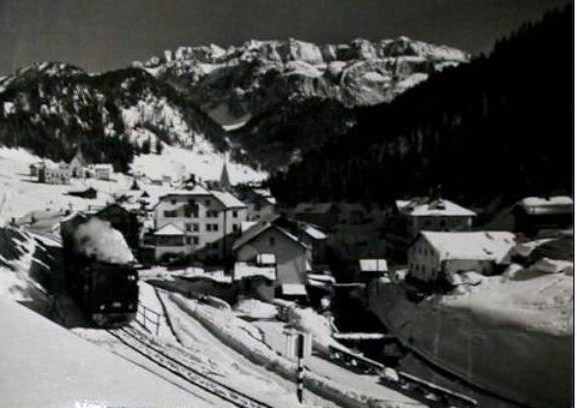
Treno a vapore della ferrovia della Val Gardena in partenza da Selva (1959)

A Selva, precisamente nella frazione Plan de Gralba, la strada statale 242 di Val Gardena e Passo Sella incrocia la strada statale 243 del Passo Gardena, che prosegue superando il passo Gardena (2.121 m) e termina a Corvara in Badia, dove si incrocia con la strada statale 244 della Val Badia, che collega la val Gardena con la val Badia passando ai piedi del Gruppo del Sella.

### Ferrovie
Il paese Selva è stato servito dalla linea ferroviaria a scartamento ridotto, che collegava Chiusa con la locale frazione di Plan de Gralba ed effettuava quattro fermate nel territorio comunale. Il servizio venne inaugurato nel 6 febbraio 1916 e soppresso nel 28 maggio 1960. Poche tracce della ferrovia sono sopravvissute: nel 1970 il sedime nel tratto Chiusa-Ortisei è stato reimpiegato per costruirvi la strada statale 242dir, mentre la tratta Ortisei-Plan è stata trasformata in strade carrabili e sentieri pedonali.

## Amministrazione
| Periodo  | Periodo   | Primo cittadino   | Partito                                              | Carica  | Note |
| -------- | --------- | ----------------- | ---------------------------------------------------- | ------- | ---- |
| nel 1954 |           | Anton Vinatzer    |                                                      | Sindaco |      |
| nel 1960 |           | Rudolf Kasslatter |                                                      | Sindaco |      |
| 2005     | 2010      | Rolando Demetz    | lista civica                                         | Sindaco |      |
| 2010     | 2015      | Peter Mussner     | SVP                                                  | Sindaco |      |
| 2015     | in carica | Rolando Demetz    | Lista de Zitadins - Bürgerliste - Lista civica Sëlva | Sindaco |      |

## Sport

### Sci alpino
Nei pressi di Selva si disputano annualmente le gare di discesa libera e Super G valide per la Coppa del Mondo di sci alpino, sulla celebre pista Saslong. Sono originari di Selva celebri sciatori come Peter Runggaldier e Werner Perathoner.

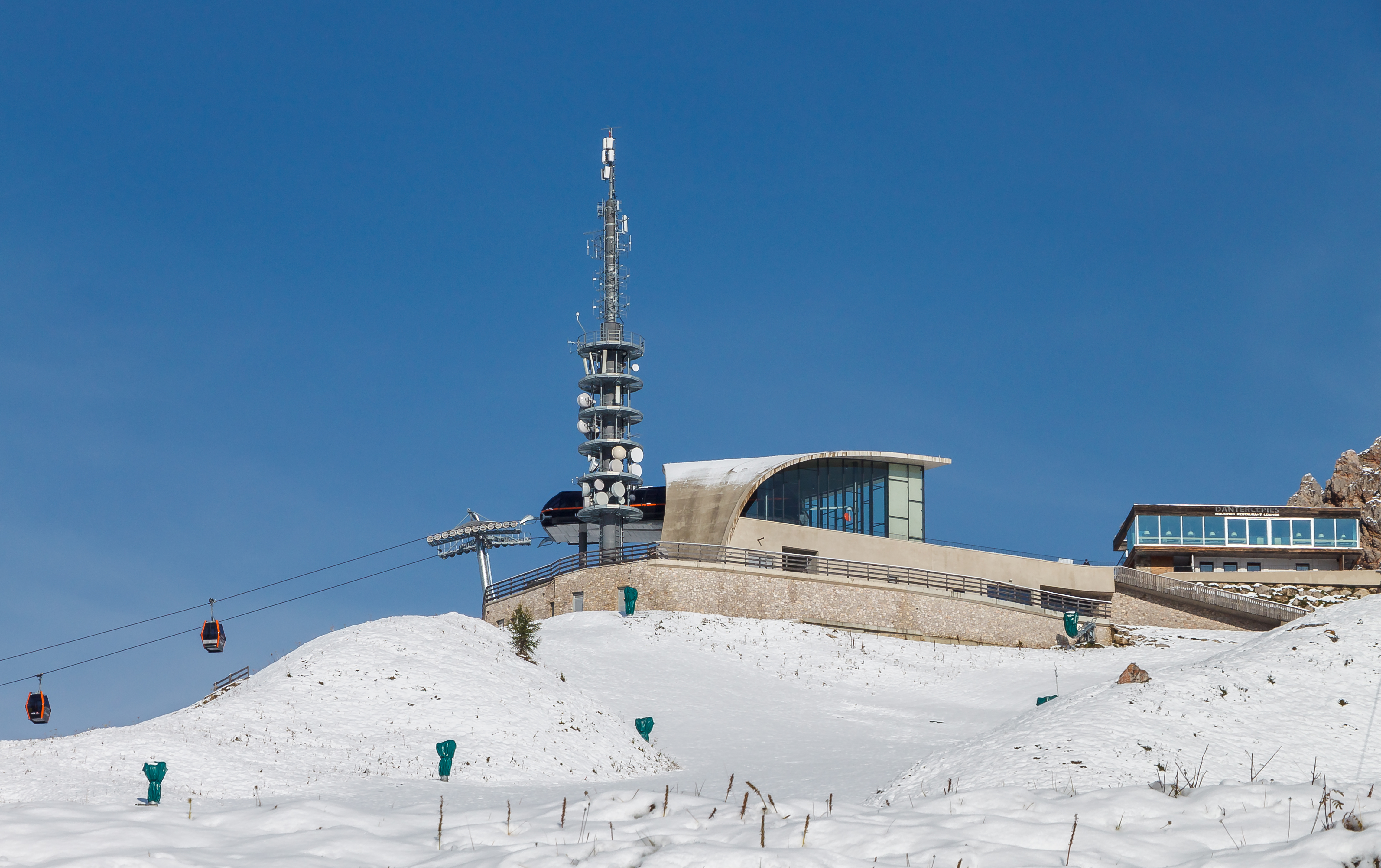
Stazione a monte della funivia Dantercepies in estate dopo una precoce nevicata

### Hockey su ghiaccio
Al palazzo del ghiaccio Pranives di Selva di Val Gardena gioca le sue partite casalinghe l'H.C. Gherdëina, squadra di hockey su ghiaccio già quattro volte campione d'Italia, al 2014 militante in serie A (prima lega nazionale).
Fino al 1999 Selva aveva una propria squadra, chiamata H.C. Selva (vincitrice di due campionati cadetti e uno di terza categoria), la quale, a seguito del crollo dello stadio del ghiaccio di Ortisei, decise di fondersi con l'H.C. Gardena (HC Gröden). Nel 2000-2001 la squadra così costituita giocò sotto il nome di Selva 2000, per poi prendere il nome di H.C. Gherdëina dall'anno seguente.

### Ciclismo
Selva di Val Gardena è stata negli anni città di arrivo delle seguenti tappe del Giro d'Italia:
| Anno | Tappa | Partenza | km  | Vincitore di tappa | Maglia rosa          |
| ---- | ----- | -------- | --- | ------------------ | -------------------- |
| 1983 | 19ª   | Vicenza  | 224 | Mario Beccia       | Giuseppe Saronni     |
| 1984 | 19ª   | Merano   | 74  | Marino Lejarreta   | Francesco Moser      |
| 1985 | 4ª    | Pinzolo  | 237 | Hubert Seiz        | Roberto Visentini    |
| 1991 | 16ª   | Tirano   | 220 | Massimiliano Lelli | Franco Chioccioli    |
| 1998 | 17ª   | Asiago   | 215 | Giuseppe Guerini   | Marco Pantani        |
| 2000 | 13ª   | Feltre   | 186 | José Luis Rubiera  | Francesco Casagrande |

È stata inoltre sede di partenza delle seguenti tappe del Giro d'Italia:
| Anno | Tappa | Arrivo           | km  | Vincitore di tappa   | Maglia rosa          |
| ---- | ----- | ---------------- | --- | -------------------- | -------------------- |
| 1983 | 20ª   | Arabba           | 169 | Alessandro Paganessi | Giuseppe Saronni     |
| 1984 | 20ª   | Arabba           | 169 | Laurent Fignon       | Laurent Fignon       |
| 1985 | 5ª    | Vittorio Veneto  | 225 | Emanuele Bombini     | Roberto Visentini    |
| 1991 | 17ª   | Passo Pordoi     | 169 | Franco Chioccioli    | Franco Chioccioli    |
| 1998 | 18ª   | Alpe di Pampeago | 115 | Pavel Tonkov         | Marco Pantani        |
| 2000 | 14ª   | Bormio           | 203 | Gilberto Simoni      | Francesco Casagrande |
| 2024 | 17ª   | Passo Brocon     | 159 | Georg Steinhauser    | Tadej Pogačar        |

## Altre informazioni

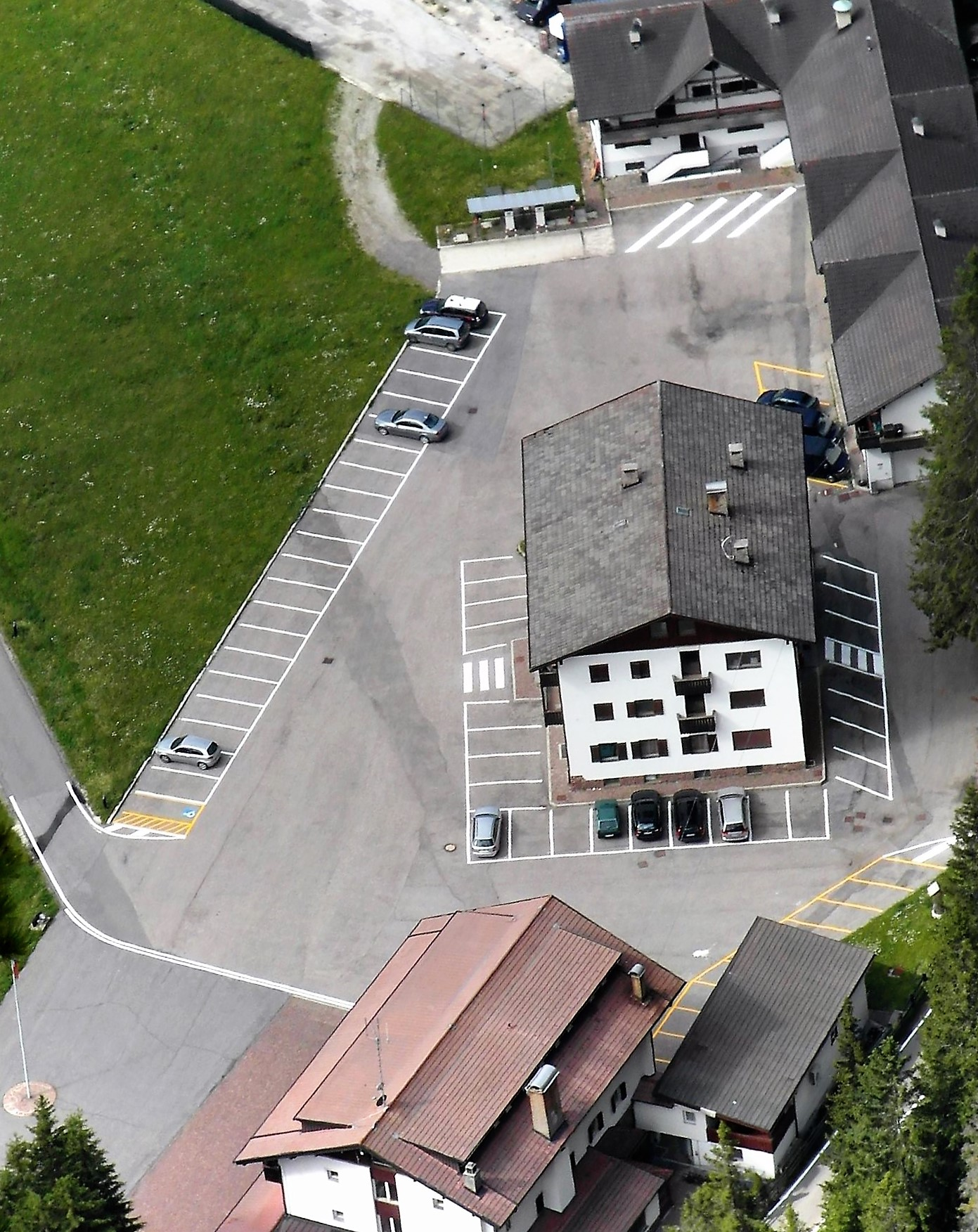
Il centro di addestramento alpino dei Carabinieri dalla ferrata Sandro Pertini

- A Selva si trova il centro di addestramento alpino dei Carabinieri, istituito il 15 ottobre 1968, con le funzioni di "centro di specializzazione per corsi sciatori e rocciatori". Presso il centro di addestramento si svolgono appositi corsi sciistici, alpinistici, per conduttori di cani da soccorso alpino, e sciistico-alpinistici per i reparti speciali.